# Wierre-au-Bois
Wierre-au-Bois là một xã ở tại tỉnh Pas-de-Calais trong vùng Hauts-de-France của Pháp.

## Địa lý
Wierre-au-Bois có cự ly khoảng 8 dặm (13 km) về phía đông nam Boulogne, trên đường D215 về phía đông Samer.

## Dân số
| 1962                                                         | 1968 | 1975 | 1982 | 1990 | 1999 | 2006 |
| ------------------------------------------------------------ | ---- | ---- | ---- | ---- | ---- | ---- |
| 192                                                          | 217  | 195  | 193  | 203  | 242  | 216  |
| Số liệu điều tra dân số từ năm 1962: Dân số không tính trùng |      |      |      |      |      |      |

## Địa điểm nổi bật
- Nhà thờ St.Omer, thế kỷ 15.
- Lâu đài thế kỷ 17.
- Lâu đài Trung cổ.